# Mimosa andringitrensis
Mimosa andringitrensis là một loài thực vật có hoa trong họ Đậu. Loài này được R.Vig. miêu tả khoa học đầu tiên.